# Монс Рейсланд
Монс Рейсланд (28 січня 1997 , Høvikd, Берум ) — норвезький сноубордист, який виступає в слоупстайлі та біг-ейрі, срібний призер Олімпійських ігор 2022 року.

## Виступи на Олімпійських іграх
| Рік  | Місто                     | Слоупстайл | Біг-ейр |
| ---- | ------------------------- | ---------- | ------- |
| 2018 | Пхьончхан, Південна Корея | 12         | —       |
| 2022 | Пекін, Китай              | 7          | 2       |

## Чемпіонат світу
| Рік  | Місто                  | Слоупстайл | Біг-ейр |
| ---- | ---------------------- | ---------- | ------- |
| 2017 | Сьєрра-Невада, Іспанія | —          | 20      |
| 2019 | Юта, США               | 7          | —       |
| 2023 | Бакуріані, Грузія      | 4          | 2       |